# Amarenomyces
Amarenomyces är ett släkte av svampar. Enligt Catalogue of Life ingår Amarenomyces i ordningen Pleosporales, klassen Dothideomycetes, divisionen sporsäcksvampar och riket svampar, men enligt Dyntaxa är tillhörigheten istället familjen Botryosphaeriaceae, ordningen Botryosphaeriales, klassen Dothideomycetes, divisionen sporsäcksvampar och riket svampar.
|              | Pleomassariaceae                          |
|              |                                           |
|              | Naetrocymbaceae                           |
|              |                                           |
|              | Dacampiaceae                              |
|              |                                           |
|              | Arthopyreniaceae                          |
|              |                                           |
|              | Aigialaceae                               |
|              |                                           |
|              | Amniculicolaceae                          |
|              |                                           |
|              | Corynesporascaceae                        |
|              |                                           |
|              | Cucurbitariaceae                          |
|              |                                           |
|              | Delitschiaceae                            |
|              |                                           |
|              | Diademaceae                               |
|              |                                           |
|              | Didymosphaeriaceae                        |
|              |                                           |
|              | Dothidotthiaceae                          |
|              |                                           |
|              | Fenestellaceae                            |
|              |                                           |
|              | Leptosphaeriaceae                         |
|              |                                           |
|              | Lindgomycetaceae                          |
|              |                                           |
|              | Lophiostomataceae                         |
|              |                                           |
|              | Massarinaceae                             |
|              |                                           |
|              | Melanommataceae                           |
|              |                                           |
|              | Montagnulaceae                            |
|              |                                           |
|              | Morosphaeriaceae                          |
|              |                                           |
|              | Mytilinidiaceae                           |
|              |                                           |
|              | Parodiellaceae                            |
|              |                                           |
|              | Phaeosphaeriaceae                         |
|              |                                           |
|              | Phaeotrichaceae                           |
|              |                                           |
|              | Pleosporaceae                             |
|              |                                           |
|              | Sporormiaceae                             |
|              |                                           |
|              | Testudinaceae                             |
|              |                                           |
|              | Tetraplosphaeriaceae                      |
|              |                                           |
|              | Tubeufiaceae                              |
|              |                                           |
|              | Venturiaceae                              |
|              |                                           |
|              | Zopfiaceae                                |
|              |                                           |
|              | Phoma                                     |
|              |                                           |
|              | Speira                                    |
|              |                                           |
|              | Centrospora                               |
|              |                                           |
|              | Mycocentrospora                           |
|              |                                           |
|              | Pyrenochaeta                              |
|              |                                           |
|              | Stagonosporopsis                          |
|              |                                           |
|              | Ascochyta                                 |
|              |                                           |
|              | Anguillospora                             |
|              |                                           |
|              | Sporidesmium                              |
|              |                                           |
|              | Ascochytula                               |
|              |                                           |
|              | Ascochytella                              |
|              |                                           |
|              | Sporocybe                                 |
|              |                                           |
|              | Periconia                                 |
|              |                                           |
|              | Berkleasmium                              |
|              |                                           |
|              | Didymella                                 |
|              |                                           |
|              | Herpotrichia                              |
|              |                                           |
|              | Dictyosporium                             |
|              |                                           |
|              | Fusculina                                 |
|              |                                           |
|              | Briansuttonia                             |
|              |                                           |
|              | Leptosphaerulina                          |
|              |                                           |
|              | Elegantimyces                             |
|              |                                           |
|              | Phaeostagonospora                         |
|              |                                           |
|              | Massariosphaeria                          |
|              |                                           |
|              | Extrusothecium                            |
|              |                                           |
|              | Ascoronospora                             |
|              |                                           |
|              | Hyalobelemnospora                         |
|              |                                           |
|              | Immotthia                                 |
|              |                                           |
|              | Helicascus                                |
|              |                                           |
|              | Dactuliophora                             |
|              |                                           |
|              | Clavariopsis                              |
|              |                                           |
|              | Subbaromyces                              |
|              |                                           |
|              | Pseudochaetosphaeronema                   |
|              |                                           |
|              | Coronospora                               |
|              |                                           |
|              | Protocucurbitaria                         |
|              |                                           |
|              | Pseudotrichia                             |
|              |                                           |
|              | Trematosphaeriopsis                       |
|              |                                           |
|              | Passerinula                               |
|              |                                           |
|              | Metameris                                 |
|              |                                           |
|              | Neopeckia                                 |
|              |                                           |
|              | Cheiromoniliophora                        |
|              |                                           |
|              | Digitodesmium                             |
|              |                                           |
|              | Boeremia                                  |
|              |                                           |
| Amarenomyces | \| \| Amarenomyces ammophilae \| \| \| \| |
|              | \| \| Amarenomyces ammophilae \| \| \| \| |
|              | Setomelanomma                             |
|              |                                           |
|              | Didymocrea                                |
|              |                                           |
|              | Wettsteinina                              |
|              |                                           |
|              | Letendraea                                |
|              |                                           |
|              | Rhopographus                              |
|              |                                           |
|              | Shiraia                                   |
|              |                                           |
|              | Farlowiella                               |
|              |                                           |
|              | Paraliomyces                              |
|              |                                           |
|              | Macroventuria                             |
|              |                                           |
|              | Neophaeosphaeria                          |
|              |                                           |
|              | Pseudodidymella                           |
|              |                                           |
|              | Mycodidymella                             |
|              |                                           |
|              | Ochrocladosporium                         |
|              |                                           |
|              | Cheirosporium                             |
|              |                                           |
|              | Margaretbarromyces                        |
|              |                                           |
|              | Versicolorisporium                        |
|              |                                           |
|              | Monoblastiopsis                           |
|              |                                           |
|              | Ocala                                     |
|              |                                           |
|              | Lentithecium                              |
|              |                                           |
|              | Tingoldiago                               |
|              |                                           |
|              | Wicklowia                                 |
|              |                                           |
|              | Aquaticheirospora                         |
|              |                                           |
|              | Ascorhombispora                           |
|              |                                           |
|              | Amarenomyces ammophilae                   |
|              |                                           |

|  | Amarenomyces ammophilae |
|  |                         |